# Маркуша
Маркуша (рос. Маркуша) — присілок в Ветлузькому районі Нижньогородської області Російської Федерації.
Населення становить 189 осіб. Входить до складу муніципального утворення Макар'євська сільрада.

## Історія
Від 2009 року входить до складу муніципального утворення Макар'євська сільрада.

## Населення
| 1999 | 2002 | 2010 |
| ---- | ---- | ---- |
| 274  | ↘251 | ↘189 |